# 센다이 공습

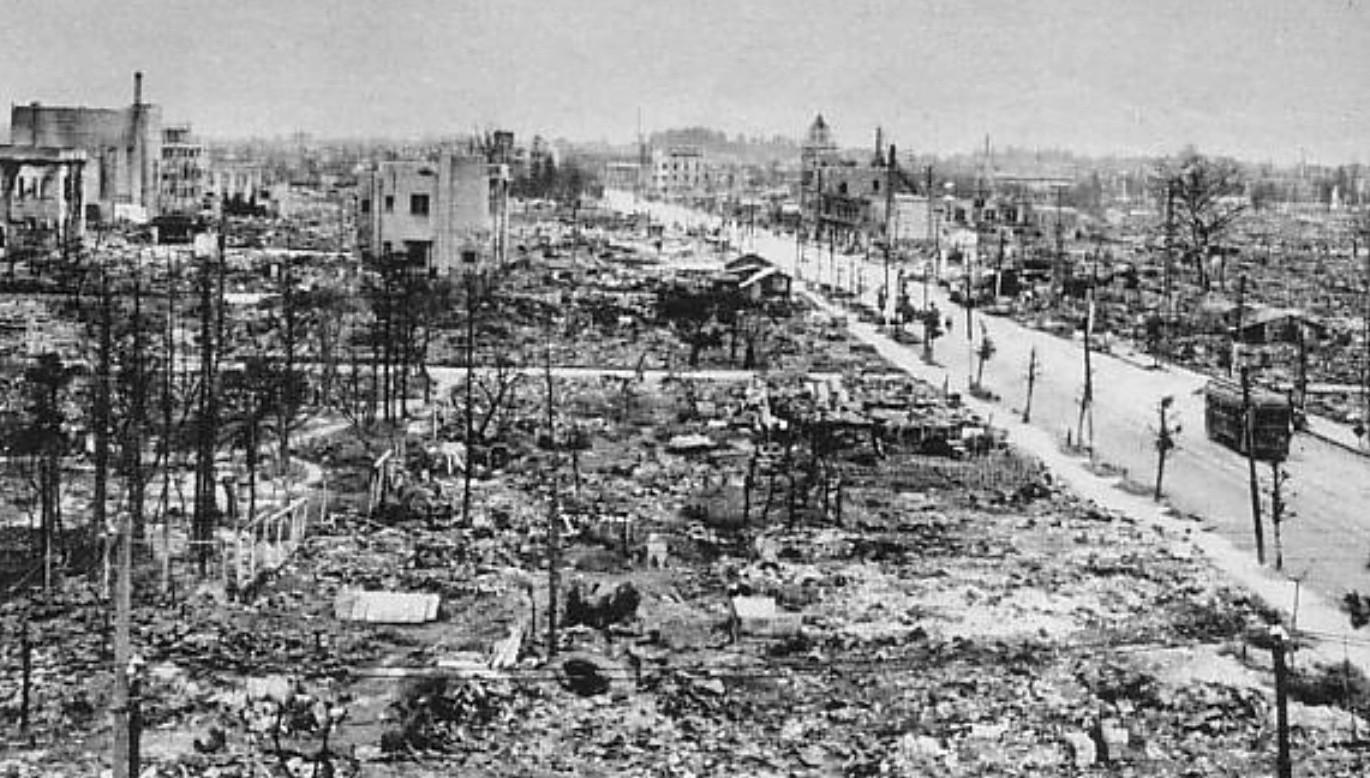
공습후의 센다이의 모습

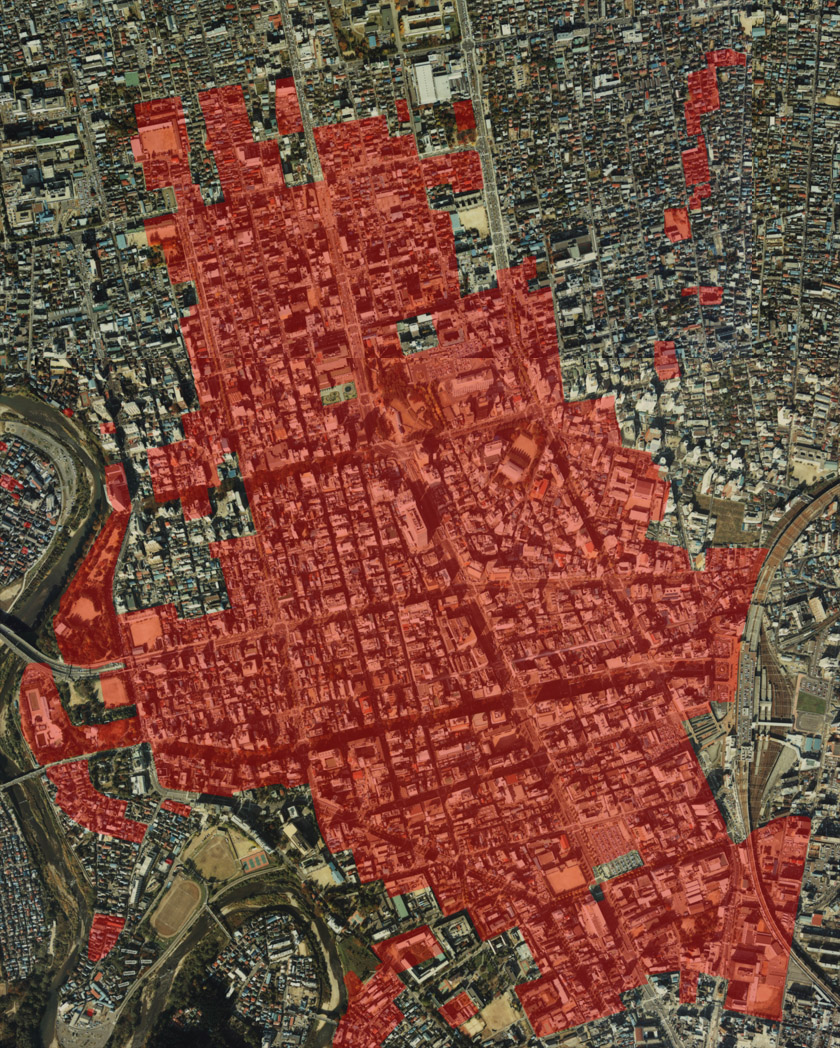
피해를 입은 지역

센다이 공습 (仙台空襲) 은 제2차 세계 대전 기간이었던 1945년 7월 10일에 일어난 미국 공군의 일본 미야기현 센다이시에 대한 전략폭격작전 (공습)이다. 이 공습으로 1,000명이상의 사망자가 발생했다.

## 같이 보기
- 일본 본토 공습

## 참고 문헌
- 仙台市史編さん委員会 『仙台市史』 通史編7 (近代2) 仙台市 2009年
- 仙台市史編さん委員会 『仙台市史』 通史編8 (現代1) 仙台市 2011年
- 仙台市史編さん委員会 『仙台市史』 特別編4 (市民生活) 仙台市 1997年